# Temporada 2019 del Campeonato de Galicia de Rally
La temporada 2019 fue la edición 41.º del Campeonato de Galicia de Rally. Comenzó el 1 de marzo en el Rally de La Coruña y terminó el 16 de noviembre en el Rally Mariña Lucense.

## Calendario
| N.º | Fecha               | Rally                           | Resultados |
| --- | ------------------- | ------------------------------- | ---------- |
| 1   | 1-2 de marzo        | 23.º Rallye de La Coruña        | Resultados |
| 2   | 6-7 de abril        | 35.º Rally de Noia              | Resultados |
| 3   | 18-19 de mayo       | 53.º Rally Rías Baixas          | Resultados |
| 4   | 15-16 de junio      | 32.º Rally Cidade de Narón      | Resultados |
| 5   | 13-14 de julio      | 16.º Rally Sur do Condado       | Resultados |
| 6   | 10-11 de agosto     | 27.º Rally Botafumeiro          | Resultados |
| 7   | 21-22 de septiembre | 8.º Rally Ourense-Ribeira Sacra | Resultados |
| 8   | 26-27 de octubre    | 41.º Rally San Froilán          | Resultados |
| 9   | 16 de noviembre     | 1.º Rally da Mariña Lucense     | Resultados |

## Cambios y novedades

### Vehículos admitidos
Los vehículos admitidos se dividen en cinco agrupaciones:
- Agrupación 1: WRC, R5, S2000, R4, N1, N5, N6, Grupo A (4x4), Grupo N (4x4), Grupo X, GT, RGT, Grupo G, Grupo P, Grupo SCC.
- Agrupación 2: R3T, R3C, S1600, R2C, N2, Grupo N (2RM), Grupo A (Menos 2.0 CC), Grupo G, Grupo X.
- Agrupación 3: R3B, R3D, N3, Grupo A (Menos 1.6 CC), Grupo N (Menos 2.0 CC 2RM), Grupo X (Menos 2.0 CC 2RM), Históricos (Más 1.6 CC, 2RM)
- Agrupación 4: Grupo N (-1.6 CC), R1A/R1B (Menos 1.6 CC), Grupo X (Menos 1.6 CC), Históricos (Menos 1.6 CC, 2RM)
- Agrupación 5: Todos los grupo de menos 1.0 CC, excepto históricos.

### Puntuación
Sistema de puntuación para la clasificación general:
| Posición | 1  | 2  | 3  | 4  | 5  | 6 | 7 | 8 | 9 | 10 |
| -------- | -- | -- | -- | -- | -- | - | - | - | - | -- |
| Puntos   | 25 | 20 | 15 | 12 | 10 | 8 | 6 | 4 | 2 | 1  |

Sistema de puntuación para cada agrupación:
| Posición | 1  | 2 | 3 | 4 | 5 | 6 | 7 | 8 | 9 | 10 |
| -------- | -- | - | - | - | - | - | - | - | - | -- |
| Puntos   | 10 | 9 | 8 | 7 | 6 | 5 | 4 | 3 | 2 | 1  |

Para definir el total de puntos obtenidos por un participante en una prueba se suman los puntos obtenidos en la clasificación general y en la agrupación y luego se multiplica por el coeficiente de la prueba.

## Equipos
| Equipo                | Automóvil              | Piloto                    | Copiloto               | Rondas      |
| --------------------- | ---------------------- | ------------------------- | ---------------------- | ----------- |
| Ares Racing           | Hyundai i20 R5         | Iván Ares                 | José Antonio Pintor    | 1           |
| Yacar Racing          | Citroën C3 R5          | Víctor Senra              | Ramón López            | 1-2         |
| Yacar Racing          | Citroën C3 R5          | Víctor Senra              | David Vázquez          | 3-7         |
| Recalvi Team          | Citroën C3 R5          | Alberto Meira             | José Murado            | 1-9         |
| Recalvi Team          | Renault Clio N5        | Jorge Cagiao Sueiras      | María Blanco Amelia    | 1-7         |
| Escudería Lalín-Deza  | Ford Fiesta R5         | Iago Caamaño              | Alberto Rodríguez      | 1-8         |
| Escudería Lalín-Deza  | Volkswagen Polo GTI R5 | Iago Caamaño              | Alberto Rodríguez      | 9           |
| Galicia Motorsport    | Renault Clio R3 Maxi   | Jorge Pérez Oliveira      | Juan Gándara Fernández | 1-2         |
| Galicia Motorsport    | Renault Clio R3 Maxi   | Jorge Pérez Oliveira      | Avelino Martínez López | 3           |
| Galicia Motorsport    | Renault Clio N5        | Jorge Pérez Oliveira      | Avelino Martínez López | 4-9         |
| Galicia Motorsport    | SEAT Marbella          | Ricardo Estévez Cortizo   | Óscar Otero Blanco     | 1, 3-4, 6-9 |
| Galicia Motorsport    | SEAT Marbella          | Ricardo Estévez Cortizo   | Ignacio Sayáns Riveiro | 2           |
| Desguaces Tino Racing | Ford Fiesta N5         | Celestino Iglesias        | Jorge Iglesias         | 1-8         |
| Desguaces Tino Racing | Ford Fiesta N5         | Celestino Iglesias        | Vanessa Maquieira      | 9           |
| Escudería Miño-Lugo   | Peugeot 208 R2         | Francisco Dorado Vizcaíno | Roi Torrente           | 1-5, 7      |
| Escudería Miño-Lugo   | Peugeot 208 T16        | Francisco Dorado Vizcaíno | Roi Torrente           | 8           |

## Clasificación

### Campeonato de pilotos
| Pos.            | Piloto                               | 1 RDC | 2 NOI | 3 RBX | 4 NAR | 5 SDC | 6 BOT | 7 RBS | 8 SFR | 9 MAL | Pts  |
| --------------- | ------------------------------------ | ----- | ----- | ----- | ----- | ----- | ----- | ----- | ----- | ----- | ---- |
| 1.              | Víctor Senra                         | 2     | 1     | 1     | 3     | 1     | 1     | 1     |       |       | 1682 |
| 2.              | Alberto Meira                        | 4     | Ret   | 2     | 2     | 3     | Ret   | Ret   | 1     | 2     | 1264 |
| 3.              | Iago Caamaño                         | 3     | Ret   | 4     | 1     | Ret   | 2     | Ret   | Ret   | 1     | 1041 |
| 4.              | Jorge Pérez Oliveira                 | 10    | 8     | 11    | 7     | 6     | 5     | 2     | Ret   | Ret   | 740  |
| 5.              | Celestino Iglesias                   | 7     | Ret   | 12    | 5     | 7     | 4     | 4     | 6     | 6     | 725  |
| 6.              | Francisco Dorado Vizcaíno            | 12    | 9     | 14    | 10    | 8     |       | 7     | 4     |       | 691  |
| 7.              | Ricardo Estévez Cortizo              | 71    | 85    | 80    | 75    |       | 65    | 84    | 59    | 37    | 339  |
| 8.              | Jorge Cagiao Sueiras                 | Ret   | 3     | 9     | 4     | 4     | Ret   | Ret   |       |       | 497  |
| 9.              | Antonio Fernández Valcarcel          | 6     | 7     | 13    | 6     |       | 6     | 4     | Ret   |       | 496  |
| 10.             | David Rivas Fuentes                  | Ret   | Ret   | 56    | 15    | 11    | Ret   | 9     | 8     | 4     | 479  |
| 11.             | Diego Vila Fernández                 | Ret   | 19    | 21    | Ret   | 16    | 22    | 14    | 13    | 11    | 419  |
| 12.             | Joaquín Pérez Rey                    |       | 21    | 17    | 19    | 19    | 12    | 26    | Ret   | 10    | 402  |
| 13.             | Rubén López López                    | 20    | 17    | 18    | 20    | Ret   | 19    | 19    | 48    | 19    | 400  |
| 14.             | Gabriel Rodríguez Gándara            | 68    |       | 81    | 81    |       | 67    | 68    | 56    |       | 363  |
| 15.             | Jose M. Cabezas Padín                | 23    | 20    | 37    | 27    | 20    | 20    | 20    | 15    | Ret   | 333  |
| 16.             | Celestino Iglesias Duarte            | Ret   | Ret   | 22    | Ret   | 12    | 9     | 8     | Ret   |       | 319  |
| 17.             | Raúl Martínez Torres                 |       | 29    | 42    | 22    | 13    | 15    | 21    | 11    | Ret   | 311  |
| 18.             | Luis Vilariño García                 | Ret   | Ret   | 7     | Ret   | Ret   | Ret   | 3     | Ret   |       | 241  |
| 19.             | Juan C. Simaes Iglesias              | Ret   | 88    | Ret   | 68    | 60    | Ret   |       |       |       | 223  |
| 20.             | Rubén Puime Pérez                    | 35    | 26    | 35    | 49    | 23    | 23    | 17    | 30    |       | 184  |
| 21.             | Jorge Garnelo Fernández              | 25    | 16    | 28    | Ret   | Ret   | 38    | Ret   |       |       | 154  |
| 22.             | Pedro Reija Díaz                     | 59    | 52    |       |       | Ret   | Ret   |       | 32    | 40    | 143  |
| 23.             | Miguel A. Caeiro Villar              | 31    | 35    | 47    | 30    | 27    | 24    | 32    | 21    | Ret   | 136  |
| 24.             | Sergio Otero Rodríguez               |       | Ret   | Ret   |       | 15    | Ret   | Ret   | 14    |       | 112  |
| 25.             | Carlos Lariño Rios                   | Ret   |       | 87    | Ret   |       | 71    | Ret   | Ret   |       | 105  |
| 26.             | Pablo Blanco Alonso                  | Ret   | Ret   | 44    | 38    | 32    | Ret   | 28    | 26    | 13    | 102  |
| 27.             | Pablo Gómez Gómez                    | 33    | 28    | Ret   | 28    |       | EXC   | 25    | 19    |       | 101  |
| 28.             | Diego González Castro                | 34    | Ret   | 59    | 39    | 34    | 37    | 37    | 29    | 20    | 52   |
| 29.             | Javier Pérez Lozano                  | Ret   | 82    | 67    | 51    | Ret   |       | 58    |       |       | 32   |
| 30.             | Marcos Díaz Dias                     | 60    | 49    |       |       | 24    | 14    | 15    | Ret   |       | 28   |
| 31.             | Javier Eiras Mariño                  | Ret   | 61    | 46    |       | Ret   | 35    |       | 39    | Ret   | 0    |
| 32.             | José M. Busto Pardo                  | 54    | Ret   |       |       | 61    | 63    | Ret   | Ret   |       | 0    |
| 33.             | Juan G. Fernández García de la Rocha | 74    | 99    | 84    | 72    | Ret   | 66    |       |       |       | 0    |
| 34.             | Mario Rios Sánchez                   | 42    | Ret   | 61    | 66    |       | 44    |       | 35    |       | 0    |
| 35.             | Manuel Cabado Chorén                 |       | 67    | 70    | 59    |       | 60    | 55    | 46    |       | 0    |
| No clasificados |                                      |       |       |       |       |       |       |       |       |       |      |
|                 | Ricardo Costa                        | 5     | 2     | 3     |       | Ret   | 3     |       |       |       | 660  |
|                 | Manuel Fernández Estévez             |       |       | 5     |       | 2     |       | 48    |       |       | 360  |
|                 | Iván Ares                            | 1     |       |       |       |       |       |       |       |       | 245  |
|                 | Adrián Díaz Pérez                    |       |       |       |       |       |       |       | 2     | Ret   | 232  |
|                 | Óscar Veiga Bello                    |       |       |       |       |       |       |       | 9     | 3     | 209  |
|                 | Alberto Otero                        |       | Ret   |       |       |       |       |       | 3     |       | 184  |

### Escuderías
| Pos. | Escudería             | Pts |
| ---- | --------------------- | --- |
| 1.   | Galicia Motor Sport   | 908 |
| 2.   | Yacar Racing          | 864 |
| 3.   | Recalvi Team          | 807 |
| 4.   | Miño-Lugo             | 773 |
| 5.   | Lalin-Deza            | 757 |
| 6.   | Dona Urraca           | 568 |
| 7.   | RVS Motor Sport       | 533 |
| 8.   | PTC Escuela           | 439 |
| 9.   | Pontevedra 1984 Team  | 421 |
| 10.  | Desguaces Tino Racing | 360 |

### Copiloto
| Pos. | Copiloto                   | Pts  |
| ---- | -------------------------- | ---- |
| 1.   | David Vázquez Liste        | 1388 |
| 2.   | José Murado González       | 1264 |
| 3.   | Alberto Rodríguez González | 1041 |
| 4.   | Roi Torrente Pérez         | 691  |
| 5.   | Jorge Iglesias Cores       | 627  |
| 6.   | Avelino Martínez López     | 586  |
| 7.   | José A. Pintor Bouza       | 511  |
| 8.   | Amealia Blanco García      | 497  |
| 9.   | Alejandro López Fernández  | 482  |
| 10.  | Óscar Otero Blanco         | 431  |

### Agrupación 1
| Pos. | Piloto                      | Pts  |
| ---- | --------------------------- | ---- |
| 1.   | Víctor Senra                | 1682 |
| 2.   | Alberto Meira               | 1264 |
| 3.   | Iago Caamaño                | 1041 |
| 4.   | Celestino Iglesias          | 739  |
| 5.   | Antonio Fernández Valcárcel | 510  |
| 6.   | Jorge Pérez Oliveira        | 499  |
| 7.   | Jorge Cagiao Sueiras        | 497  |
| 8.   | Luis Vilariño García        | 241  |
| 9.   | Marcos Diaz Dias            | 63   |
| 10.  | José M. Busto Pardo         | 0    |

### Agrupación 2
| Pos. | Piloto                    | Pts |
| ---- | ------------------------- | --- |
| 1.   | Celestino Iglesias Duarte | 912 |

### Agrupación 3
| Pos. | Piloto                    | Pts  |
| ---- | ------------------------- | ---- |
| 1.   | Francisco Dorado Vizcaíno | 1533 |
| 2.   | Rubén López López         | 1114 |
| 3.   | David Rivas Fuentes       | 941  |
| 4.   | Sergio Otero Rodríguez    | 304  |

### Agrupación 4
| Pos. | Piloto                  | Pts  |
| ---- | ----------------------- | ---- |
| 1.   | Diego Vila              | 1284 |
| 2.   | Joaquin Pérez Rey       | 1214 |
| 3.   | José M. Cabezas Padín   | 895  |
| 4.   | Rubén Puime Pérez       | 469  |
| 5.   | Jorge Garnelo Fernández | 425  |
| 6.   | Miguel A. Caeiro Villar | 318  |
| 7.   | Pablo Blanco Alonso     | 262  |
| 8.   | Diego González Castro   | 119  |
| 9.   | Javier Eiras Mariño     | 0    |
| 10.  | Manuel Cabado Chorén    | 0    |

### Agrupación 5
| Pos. | Piloto                    | Pts  |
| ---- | ------------------------- | ---- |
| 1.   | Ricardo Estévez Cortizo   | 1608 |
| 2.   | Gabriel Rodríguez Gándara | 1165 |
| 3.   | Juan C. Simaes Iglesias   | 763  |
| 4.   | Carlos Lariño Rios        | 285  |

### Marcas neumáticos
| Pos. | Marca    | Pts |
| ---- | -------- | --- |
| 1.   | Pirelli  | 956 |
| 2.   | Michelin | 339 |
| 3.   | Hankook  | 104 |

### Copa Top Ten Pirelli-Driver Top Ten A
| Pos. | Piloto                      | Pts  |
| ---- | --------------------------- | ---- |
| 1.   | Celestino Iglesias Cores    | 1454 |
| 2.   | Jorge Pérez Oliveira        | 1148 |
| 3.   | Antonio Fernández Valcárcel | 944  |
| 4.   | Pablo Gómez Gómez           | 576  |
| 5.   | Mario Rios Sánchez          | 388  |

### Copa Top Ten Pirelli-Driver Top Ten B
| Pos. | Piloto                    | Pts  |
| ---- | ------------------------- | ---- |
| 1.   | Francisco Dorado Vizcaíno | 1275 |
| 2.   | David Rivas Fuentes       | 918  |
| 3.   | Raúl Martínez Torres      | 832  |
| 4.   | Celestino Iglesias Duarte | 654  |
| 5.   | Miguel A. Caeiro Villar   | 637  |

### Volante FGA
| Pos. | Piloto                  | Pts  |
| ---- | ----------------------- | ---- |
| 1.   | Diego Vila Fernández    | 1490 |
| 2.   | José M. Cabezas Padín   | 1468 |
| 3.   | Rubén Puime Pérez       | 1131 |
| 4.   | Diego González Castro   | 958  |
| 5.   | Pablo Blanco Alonso     | 901  |
| 6.   | Jorge Garnelo Fernández | 683  |

### Copa Pirelli AMF Motorsport
| Pos. | Piloto                 | Pts  |
| ---- | ---------------------- | ---- |
| 1.   | Rubén López López      | 1456 |
| 2.   | Joaquín Pérez Rey      | 1450 |
| 3.   | Sergio Otero Rodríguez | 480  |
| 4.   | Javier Eiras Mariño    | 234  |
| 5.   | Javier Pérez Lozano    | 234  |

### Copa Iniciación Recalvi
| Pos. | Piloto                    | Pts  |
| ---- | ------------------------- | ---- |
| 1.   | Ricardo Estévez Cortizo   | 1177 |
| 2.   | Gabriel Rodríguez Gándara | 1163 |
| 3.   | Antonio Solórzano Pintado | 613  |
| 4.   | Carlos Lariño Rios        | 286  |

### Copa Tecnoshock A
| Pos. | Piloto            | Pts  |
| ---- | ----------------- | ---- |
| 1.   | Pablo Gómez Gómez | 1110 |

### Copa Tecnoshock B
| Pos. | Piloto                  | Pts  |
| ---- | ----------------------- | ---- |
| 1.   | Miguel A. Caeiro Villar | 1555 |
| 2.   | Manuel Cabado Chorén    | 1076 |